# Fabrice Payen
Pour les articles homonymes, voir Payen.
Fabrice Payen a été quatre fois champion d'Europe de boxe thai et premier Européen classé dans le top ten en Thaïlande.

## Biographie
Fabrice Payen, né le 20 octobre 1966, résidait à Évreux où il occupait un poste de fonctionnaire à la mairie. Il a ouvert un club de boxe thaï et de kickboxing dans cette ville. Il est de confession bouddhiste.
Il a voyagé régulièrement en Thaïlande pour des camps d'entrainement. Il a battu les grands noms de la boxe thaï en France, dont Dida Diafat, Cesar et bien d'autres. Il fut champion du monde en 1998. Il avait le potentiel pour devenir un très grand champion et avoir une plus grande carrière  C'est dire la qualité sportive de ce personnage.
Sa boxe était traditionaliste purement thaïlandaise. Le club d'Évreux (Alm) était considéré comme l'un des plus traditionalistes. D'autres champions auraient pu êtres formés dans ce club mais, faute de moyens et de subventions, plusieurs boxeurs n'ont pu développer tout leur potentiel. Les graines de champions se doivent d'évoluer dans les grandes agglomérations et non dans de petites villes comme Évreux. Fabrice Payen organisa des stages aux Pays-Bas chez Fred Royers, un des pionniers européens du kickboxing.
Fabrice Payen qui sort de cette école a commencé à 16 ans et n'était pas spécialement très doué, les résultats qu'il a obtenu ne seront acquis que par son travail, son engagement et l'encadrement qui a fait un travail des plus rigoureux autour de lui, car il y avait 2 entrainements par jour. Beaucoup de ses grandes victoires ont été obtenues par la stratégie et la préparation rigoureuse pour s'adapter au style et aux failles de ses adversaires. Mais à cette époque, la pratique de la boxe thaï était beaucoup plus dure que maintenant, ce qui est vrai dans toutes les disciplines.  Son premier match en Thaïlande, il le livra contre le Thaïlandais Sanklanoï au Radjadanoen stadium. Il est surement un des Français qui a combattu le plus au Radjadanoen stadium à ce jour. Le Ram-muay exécuté par Fabrice Payen, le tenait de son entraineur qui lui-même le tenait de son entraineur, Ko Dang Warawout une lignée de muay krou. Fabrice est devenu expert en muaythai boran. En effet, depuis 11 ans il a développé le style en France ramener les fondamentaux dans l'Hexagone.
Il enseigne le style chaiya, arme redoutable (voir le film boxeurs dvd le bonus Fabrice nous dit tout).
Son palmarès est éloquant : 173 combats,  22 combat en anglaise, numéro 3 au Rajadamoern Stadium en 1989. Ce fut le premier occidental classé dans ce stade mythique.[style à revoir]